# Willow (TV-serie)
Willow är en amerikansk TV-serie från 2022. Det är uppföljaren till filmen med samma namn från 1988.
Serien hade premiär på streamingtjänsten Disney+ den 30 november 2022.
Den 15 mars 2023 meddelade Disney att serien inte skulle få någon ytterligare säsong.

## Rollista (i urval)
- Warwick Davis – Willow Ufgood
- Tony Revolori – Dove / Brünhilde / Elora Danan
- Ellie Bamber – Princess Kit
- Erin Kellyman – Jade
- Ruby Cruz – Prince Graydon
- Amar Chadha-Patel – Boorman
- Dempsey Bryk – Prince Airk
- Joanne Whalley – Queen Sorsha
- Joonas Suotamo – The Scourge

## Produktion
Inspelningarna av serien påbörjades i juni 2021 i Wales, där Dragon Studios användes som en av inspelningsplatserna.